# Isaac Okoro
Isaac Okoro, né le 26 janvier 2001 à Atlanta en Géorgie, est un joueur américain de basket-ball évoluant aux postes d'arrière et ailier.

## Biographie

### Carrière universitaire
Il joue une saison à l'université avec les Tigers d'Auburn avant se présenter à la draft 2020 où il est attendu parmi les dix premiers choix.

### Carrière professionnelle

#### Cavaliers de Cleveland (2020-2025)
Lors de la draft 2020, Isaac Okoro est sélectionné en 5e position par les Cavaliers de Cleveland.

#### Bulls de Chicago (depuis 2025)
Il est transféré durant l'été 2025 vers les Bulls de Chicago en échange de Lonzo Ball.

## Palmarès

### Universitaire
- Second-team All-SEC (2020)
- SEC All-Freshman Team (2020)
- SEC All-Defensive Team (2020)
- Nike Hoop Summit (2019)

### NBA
- NBA All-Rookie Second Team en 2021.

## Statistiques

### Universitaires
Les statistiques d'Isaac Okoro en matchs universitaires sont les suivantes :
| Saison    | Équipe | Matchs | Titul. | Min./m | % Tir | % 3pts | % LF | Rbds/m. | Pass/m. | Int/m. | Ctr/m. | Pts/m. |
| --------- | ------ | ------ | ------ | ------ | ----- | ------ | ---- | ------- | ------- | ------ | ------ | ------ |
| 2019-2020 | Auburn | 28     | 28     | 31,5   | 51,0  | 28,6   | 67,4 | 4,43    | 2,04    | 0,93   | 0,89   | 12,82  |
| Total     | Total  | 28     | 28     | 31,5   | 51,0  | 28,6   | 67,4 | 4,43    | 2,04    | 0,93   | 0,89   | 12,82  |

### Professionnelles

#### Saison régulière
| Saison    | Équipe    | Matchs | Titul. | Min./m | % Tir | % 3pts | % LF | Rbds/m. | Pass/m. | Int/m. | Ctr/m. | Pts/m. |
| --------- | --------- | ------ | ------ | ------ | ----- | ------ | ---- | ------- | ------- | ------ | ------ | ------ |
| 2020-2021 | Cleveland | 67     | 67     | 32,4   | 42,0  | 29,0   | 72,6 | 3,07    | 1,91    | 0,93   | 0,36   | 9,64   |
| 2021-2022 | Cleveland | 67     | 61     | 29,6   | 48,0  | 35,0   | 76,8 | 3,00    | 1,81    | 0,84   | 0,33   | 8,78   |
| 2022-2023 | Cleveland | 79     | 46     | 21,7   | 49,4  | 36,3   | 75,7 | 2,46    | 1,14    | 0,74   | 0,39   | 6,45   |
| 2023-2024 | Cleveland | 69     | 62     | 27,3   | 49,0  | 39,1   | 67,9 | 2,99    | 1,91    | 0,83   | 0,49   | 9,38   |
| 2024-2025 | Cleveland | 55     | 22     | 19,1   | 46,4  | 37,1   | 71,7 | 2,40    | 1,20    | 0,60   | 0,30   | 6,10   |
| Total     | Total     | 334    | 238    | 26,2   | 46,7  | 35,1   | 73,1 | 2,80    | 1,60    | 0,83   | 0,39   | 8,10   |

#### Playoffs
| Saison | Équipe    | Matchs | Titul. | Min./m | % Tir | % 3pts | % LF  | Rbds/m. | Pass/m. | Int/m. | Ctr/m. | Pts/m. |
| ------ | --------- | ------ | ------ | ------ | ----- | ------ | ----- | ------- | ------- | ------ | ------ | ------ |
| 2023   | Cleveland | 5      | 2      | 14,9   | 47,8  | 30,8   | 100,0 | 1,40    | 0,80    | 0,40   | 0,40   | 6,40   |
| 2024   | Cleveland | 12     | 7      | 21,9   | 35,7  | 25,7   | 77,8  | 1,75    | 1,08    | 0,92   | 0,33   | 5,50   |
| 2025   | Cleveland | 9      | 0      | 14,2   | 50,0  | 35,7   | 62,5  | 1,20    | 0,60    | 0,70   | 0,10   | 4,60   |
| Total  | Total     | 26     | 9      | 17,8   | 41,5  | 29,7   | 78,3  | 1,50    | 0,80    | 0,70   | 0,30   | 5,30   |

## Records sur une rencontre en NBA
Les records personnels d'Isaac Okoro en NBA sont les suivants, :
| Type de statistique        | Saison régulière | Saison régulière        | Saison régulière | Playoffs | Playoffs            | Playoffs      |
| Type de statistique        | Record           | Adversaire              | Date             | Record   | Adversaire          | Date          |
| -------------------------- | ---------------- | ----------------------- | ---------------- | -------- | ------------------- | ------------- |
| Points                     | 32               | Suns de Phoenix         | 4 mai 2021       | 12       | @ Celtics de Boston | 9 mai 2024    |
| Paniers marqués            | 10               | Suns de Phoenix         | 4 mai 2021       | 5        | @ Celtics de Boston | 9 mai 2024    |
| Paniers tentés             | 20               | Pacers de l'Indiana     | 10 mai 2021      | 11       | @ Celtics de Boston | 7 mai 2024    |
| Paniers à 3 points réussis | 4                | 8 fois                  | 8 fois           | 3        | @ Celtics de Boston | 7 mai 2024    |
| Paniers à 3 points tentés  | 11               | Thunder d'Oklahoma City | 21 février 2021  | 8        | @ Celtics de Boston | 7 mai 2024    |
| Lancers francs réussis     | 11               | Clippers de Los Angeles | 14 mars 2022     | 4        | Knicks de New York  | 15 avril 2023 |
| Lancers francs tentés      | 13               | Clippers de Los Angeles | 14 mars 2022     | 4        | Knicks de New York  | 15 avril 2023 |
| Rebonds offensifs          | 5                | @ 76ers de Philadelphie | 27 février 2021  | 2        | 2 fois              | 2 fois        |
| Rebonds défensifs          | 8                | 2 fois                  | 2 fois           | 3        | Magic d'Orlando     | 30 avril 2024 |
| Rebonds totaux             | 10               | Pacers de l'Indiana     | 10 mai 2021      | 4        | Magic d'Orlando     | 30 avril 2024 |
| Passes décisives           | 7                | Bucks de Milwaukee      | 17 janvier 2024  | 2        | 5 fois              | 5 fois        |
| Interceptions              | 4                | 5 fois                  | 5 fois           | 4        | Magic d'Orlando     | 22 avril 2024 |
| Contres                    | 3                | 3 fois                  | 3 fois           | 2        | 2 fois              | 2 fois        |
| Balles perdues             | 6                | Raptors de Toronto      | 21 mars 2021     | 3        | @ Celtics de Boston | 9 mai 2024    |
| Minutes jouées             | 47               | Suns de Phoenix         | 4 mai 2021       | 33       | Magic d'Orlando     | 5 mai 2024    |

- Double-double : 1
- Triple-double : 0

Dernière mise à jour : 15 mai 2024